# Tudo Acontece Agora Pt.1
Tudo Acontece Agora Pt.1 (estilizado em caixa alta: TUDO ACONTECE AGORA PT.1) é o segundo álbum de estúdio e primeira parte de um projeto da banda brasileira de rock O Grilo, lançado em 17 de abril de 2024 pela gravadora independente Rockambole. O disco traz uma mudança na sonoridade da banda apresentada em seu álbum de estreia, Você Não Sabe de Nada, e transita entre gêneros musicais, explorando um pop rock mais conciso e letras amadurecidas. O Grilo citou a banda australiana Tame Impala como uma das referências para a produção do novo trabalho.
Tudo Acontece Agora acompanha um universo narrativo e visual onde uma agência de viagens fictícia é o cenário escolhido para o grupo contar as suas histórias. Nas sessões de gravação, a banda chegou a contar com a participação de amigos e familiares para montarem um coro à algumas faixas. O álbum recebeu pré e pós-produção de Hugo Silva e Jean Dolabella, figuras com quem o grupo já havia trabalhado anteriormente. A masterização foi feita no estúdio paulista El Rocha.
Sobre o conceito do álbum, o baterista Lucas Teixeira comentou:
| “ | Acho que a inspiração veio um pouco das experiências pessoais de cada um de nós. Estamos em um momento da vida em que começamos a nos tornar adultos e sentimos a necessidade de nos reinventar… Eu acredito que as viagens representam essa mudança de alguma forma. | ” |

## Lista de faixas
Todas as faixas creditadas à banda.
| N.º            | Título                    | Duração |  |
| 1.             | "Me Deixe Só"             | 3:04    |  |
| 2.             | "O Sol Raiou"             | 3:01    |  |
| 3.             | "Manual Prático do Tédio" | 3:41    |  |
| 4.             | "Passo A Passo"           | 3:21    |  |
| 5.             | "Ainda É Verão"           | 4:04    |  |
| 6.             | "Já Passou"               | 3:18    |  |
| 7.             | "TUDO//"                  | 1:16    |  |
| 8.             | "Horizonte"               | 3:04    |  |
| 9.             | "Já Não Me Faz Bem"       | 3:07    |  |
| 10.            | "Seja Quem Você Quiser"   | 3:57    |  |
| Duração total: | Duração total:            | 31:55   |  |

## Ficha técnica
De acordo com as informações repassadas nas redes sociais da banda.
O Grilo
- Pedro Martins – vocais principais
- Felipe Martins – guitarra elétrica
- Gabriel Cavallari – baixo elétrico
- Lucas Teixeira – bateria

Músicos adicionais
- Josi Percussa Morais – percussão
- Diego Vargas – teclados
- Vocais de apoio: Gabi Farias, Marina Reis, Rachel Cossermelli, Zi Vasconcellos

Produção sonora
- Jean Dolabella – produção musical
- Hugo Silva – produção musical, mixagem (6, 8) e captação de áudio
- João Milliet – mixagem (1–2, 5, 9–10)
- Pedro Peixoto – mixagem (4)
- Luis Paulo Serafim – mixagem (3)

Produção gráfica
- Luísa Guarnieri – identidade visual
- Gabriel Freitas – fotografias, capa
- Marina Vancini Saldanha – fotografias
- Mezcal Studio (Isadora Canguçu e Julia Takamori), Nathalia Mendes – videoclipes e visualizers
- Gabriel (@canazzishit) – stylling